# Aaruul

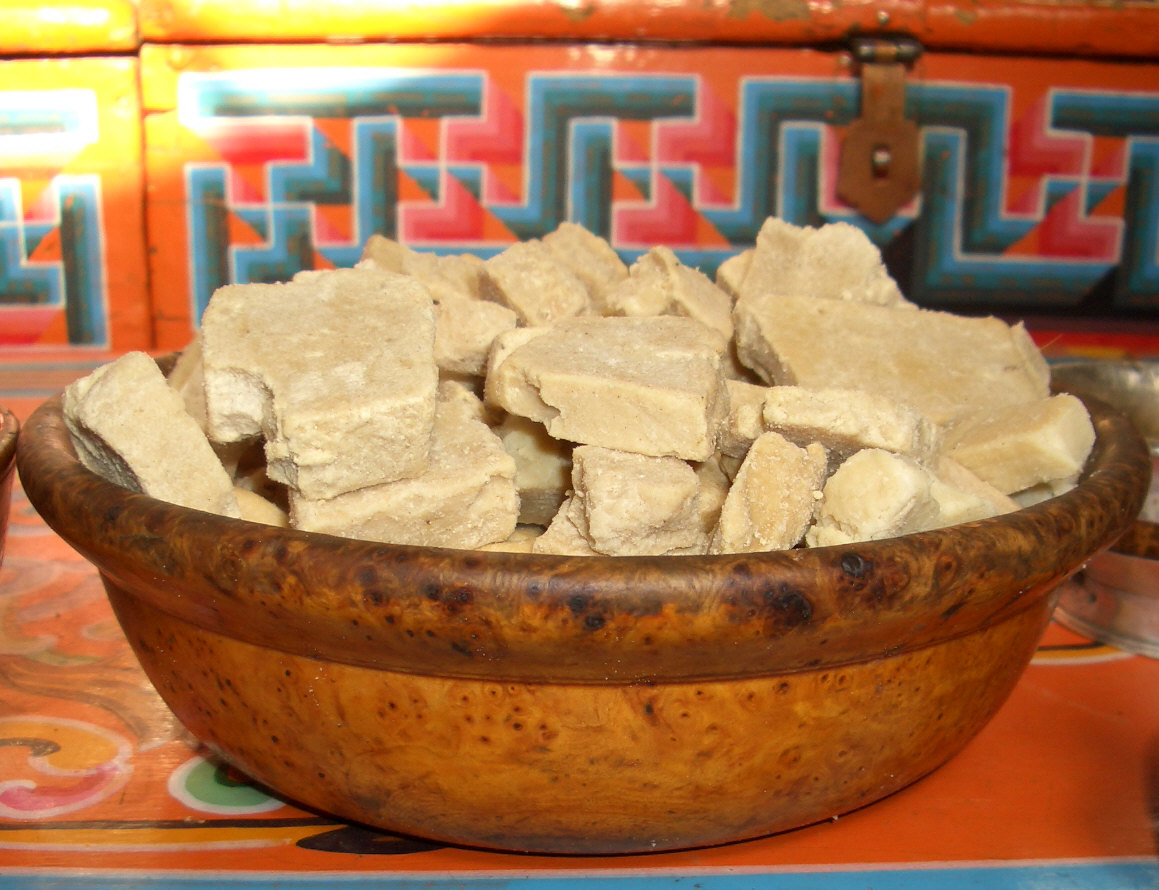
Aaruul

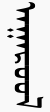
Aaruul in mongolischer Schrift

Aaruul (mongolisch Ааруул) sind Milchprodukte der mongolischen Küche, die vor allem im Sommer gegessen werden. Eine Variante aus der persischen Küche ist Kaschk.

## Zubereitung
Quark wird zu einem flachen Kuchen gepresst, in kleine Stücke geschnitten und in der Sonne getrocknet. Die traditionelle Methode des Trocknens besteht bei Nomaden darin, die gepressten Quarkstücke auf den Dächern ihrer Jurten auszubreiten und zum Schutz vor Vögeln zuzudecken. Die fertig getrockneten Stücke haben einen hohen Vitamingehalt und sind monatelang haltbar.

## Essen und Geschmack
Aaruul wird als kleines Gebäck auch Gästen angeboten. Es hat einen süßlichen bis säuerlichen Geschmack. Besonders beliebt sind Aaruul im Sommer während des Naadamfestes.